# Hainan
Hainan is een eiland in de Zuid-Chinese Zee dat tevens de kleinste provincie van China uitmaakt. Hainan wordt van het Chinese vasteland, de meest nabije zuidelijke provincie Guangdong, gescheiden door de Golf van Tonkin en de Straat van Hainan, met aan de overzijde van de zeestraat het Leizhou-schiereiland. Het behoort wel tot het zogenoemde 'vasteland van China'. De oppervlakte is 33.920 km², en de provincie telt 10.081.232 inwoners (2020). Het Li-volk, de oorspronkelijke bewoners van Hainan, bestaat tegenwoordig uit ongeveer 1,1 miljoen mensen.
De grootste plaats van het eiland, tevens hoofdstad van de provincie, is Haikou. Het hoogste punt van het eiland is de Wuzhi Shan (1.867 meter). Verder zijn Boao (gelegen in de stad Qionghai) en Sanya de belangrijkste plaatsen van Hainan. In Boao vindt jaarlijks het Boao Forum for Asia plaats en Sanya was de gastheer van de Miss World-verkiezingen in 2003 en 2004. Sanya is vooral in trek bij Russische toeristen.

## Geschiedenis
Hainan had vroeger benamingen als Zhuya (珠崖), Qiongya (琼崖) en Qiongzhou (琼州). Bij de Nederlanders van de VOC stond het bekend als Aijnam.
Sinds het Han-bestuur behoorde het eiland tot de provincie Guangxi. In 1369 werd het eiland onder het bestuur van de provincie Guangdong gezet. Van 1944 tot 1 mei 1950 was Hainan een Speciale bestuurlijke regio binnen de Republiek China. Van 1950 tot 1988 werd het eiland weer bestuurd door de provincie Guangdong. Sinds 1988 is Hainan een zelfstandige provincie. Het klimaat op het eiland is tropisch. De stranden in de verschillende baaien vormen een kern van toenemend toerisme, zowel uit China zelf als uit andere landen. Verreweg de meeste internationale toeristen komen uit Rusland, en veel opschriften zijn dan ook tweetalig Chinees/Russisch of drietalig Chinees/Engels/Russisch.

## De Chinese burgeroorlog
De Chinese burgeroorlog tussen de communisten onder leiding van Mao Zedong en de zittende republikeinse Kwomintang-regering van Chiang Kai-shek eindigde in 1950. Toen de oprukkende legers van Mao na ruim 20 jaar de overhand kregen op het vasteland vluchtten de Amerikaanse gesteunde Kwomintang met meer dan een miljoen aanhangers naar de eilanden Taiwan en Hainan, waar ze de Republiek China voortzetten. Op het vasteland werd daarop de Volksrepubliek China uitgeroepen. De meeste eilanden tussen Taiwan en het vasteland bleven in handen van de Kwomintang, daar de Volksrepubliek China nog niet over een noemenswaardige zeemacht beschikte. In april 1950 echter viel het eiland Hainan toch in handen van de Volksrepubliek China, waarvoor zware verliezen werden geïncasseerd door Peking. In mei 1950 volgden de Zhoushan-eilanden hetzelfde lot. In 1954-'55 werden de Dacheneilanden en Yijiangshaneilanden eveneens geïncorporeerd tijdens de Eerste Taiwancrisis.

## Demografie
In 2000 bestond de Hainanse bevolking voor 84% uit Han-Chinezen, 14,7% uit Li, 0,7% uit Miao en 0,6% uit Zhuang. Op het eiland zijn ook Cambodjaanse moslims te vinden.

## Religie
90% van de Hainanse bevolking is boeddhist. Vlak bij Sanya wonen 5.000 moslims. Verder zijn er 35.000 protestanten en 4.100 katholieken.

## Taal

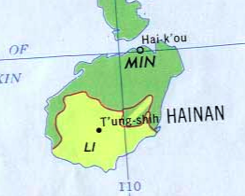
Ethnolinguistische groepen op Hainan (1967)

De Han spreken een variant van de Chinese taal Minnanyu. Het dialect wordt Hainanhua genoemd. De lokale bevolking verstaat Putonghua en Standaardkantonees.
De Li, Zhuang en de Limgao (Ong-Be) spreken Tai-Kadai talen.
De Miao spreken Hmong-Mien talen. De Chinese minderheden gebruiken Putonghua meestal als tweede taal.

## Bestuurlijke indeling
|                           |                                                                 |                                     |                                                                     |  |  |  |  |
| Nr.                       | Naam                                                            | Hanzi                               | Hanyu Pinyin                                                        |  |  |  |  |
| Stadsprefecturen          |                                                                 |                                     |                                                                     |  |  |  |  |
| 1                         | Haikou                                                          | 海口市                              | Hǎikǒu Shì                                                          |  |  |  |  |
| 2                         | Sanya                                                           | 三亚市                              | Sānyà Shì                                                           |  |  |  |  |
| Stadsarrondissementen     |                                                                 |                                     |                                                                     |  |  |  |  |
| 3                         | Wenchang                                                        | 文昌市                              | Wénchāng Shì                                                        |  |  |  |  |
| 4                         | Qionghai                                                        | 琼海市                              | Qiónghǎi Shì                                                        |  |  |  |  |
| 5                         | Wanning                                                         | 万宁市                              | Wànníng Shì                                                         |  |  |  |  |
| 6                         | Wuzhishan                                                       | 五指山市                            | Wǔzhǐshān Shì                                                       |  |  |  |  |
| 7                         | Dongfang                                                        | 东方市                              | Dōngfāng Shì                                                        |  |  |  |  |
| 8                         | Danzhou                                                         | 儋州市                              | Dānzhōu Shì                                                         |  |  |  |  |
| Arrondissementen          |                                                                 |                                     |                                                                     |  |  |  |  |
| 9                         | Lingao                                                          | 临高县                              | Língāo Xiàn                                                         |  |  |  |  |
| 10                        | Chengmai                                                        | 澄迈县                              | Chéngmài Xiàn                                                       |  |  |  |  |
| 11                        | Ding'an                                                         | 定安县                              | Dìng'ān Xiàn                                                        |  |  |  |  |
| 12                        | Tunchang                                                        | 屯昌县                              | Túnchāng Xiàn                                                       |  |  |  |  |
| Autonome arrondissementen |                                                                 |                                     |                                                                     |  |  |  |  |
| 13                        | Changjiang (Li)                                                 | 昌江黎族自治县                      | Chāngjiāng Lízú Zìzhìxiàn                                           |  |  |  |  |
| 14                        | Baisha (Li)                                                     | 白沙黎族自治县                      | Báishā Lízú Zìzhìxiàn                                               |  |  |  |  |
| 15                        | Qiongzhong (Li & Miao)                                          | 琼中黎族苗族自治县                  | Qióngzhōng Lízú Miáozú Zìzhìxiàn                                    |  |  |  |  |
| 16                        | Lingshui (Li)                                                   | 陵水黎族自治县                      | Língshuǐ Lízú Zìzhìxiàn                                             |  |  |  |  |
| 17                        | Baoting (Li & Miao)                                             | 保亭黎族苗族自治县                  | Bǎotíng Lízú Miáozú Zìzhìxiàn                                       |  |  |  |  |
| 18                        | Ledong (Li)                                                     | 乐东黎族自治县                      | Lèdōng Lízú Zìzhìxiàn                                               |  |  |  |  |
| Overig                    |                                                                 |                                     |                                                                     |  |  |  |  |
| *19                       | Lokale overheid van de Paracel-, Spratly-, en Zhongsha-eilanden | 西沙群岛、南沙群岛、 中沙群岛办事处 | Hǎinán shěng Xīshā Qúndǎo, Nánshā Qúndǎo, Zhōngshā Qúndǎo Bànshìchù |  |  |  |  |